# مبين (حجة)

تعديل مصدري - تعديل

مبين هي مدينة ومركز مديرية مبين بمحافظة حجة اليمنية، بلغ تعداد سكانها 2262 نسمة حسب الإحصاء الذي أجري عام 2004.